# Norma Hunt
Norma Lynn Hunt (de soltera Knobel, 28 de marzo de 1938 - 4 de junio de 2023) fue una dirigente deportiva de fútbol americano que fue propietaria minoritaria de los Kansas City Chiefs de la National Football League (NFL) de 2006 a 2023. Hunt estaba casada con Lamar Hunt, quien fundó los Chiefs. En el momento de su muerte, era una de los 16 miembros (y la única mujer) en el Never Miss a Super Bowl Club. Era conocida como la «Primera Dama del Fútbol».

## Primeros años de vida
Hunt nació en 1938 en Greenville, Texas, a unas 50 millas (80 km) al noreste de Dallas. Se graduó de Richardson High School en el suburbio de Dallas de Richardson, Texas, en 1956. Jugaba baloncesto y era miembro del equipo de instrucción en la escuela secundaria.
Luego obtuvo una licenciatura de la Universidad Estatal del Norte de Texas (ahora la Universidad del Norte de Texas ) en 1960. Fue presidenta de la hermandad de mujeres Chi Omega en North Texas State. Recibió una beca del Rotary Club para estudiar en Dublín, Irlanda, en 1962.
Hunt regresó a Richardson High School como profesor de historia estadounidense.

## Propiedad de los Kansas City Chiefs
Después de la muerte del esposo de Hunt, sus hijos y ella misma se convirtieron en los propietarios de la franquicia, siendo su hijo Clark la máxima autoridad para todas las decisiones de personal. Sus dos hijos y dos hijastros poseían cada uno el 24,5 por ciento de la franquicia, mientras que ella poseía el 2 por ciento restante. Durante su tiempo como copropietaria, los Chiefs ganaron el Super Bowl LIV y el Super Bowl LVII.

## Never Miss a Super Bowl Club
Antes de su muerte en junio de 2023, era una de los 16 miembros (y la única mujer) del Never Miss a Super Bowl Club. Asistió a los primeros 57 juegos Super Bowl desde el Super Bowl I (que perdieron los Chiefs) hasta el Super Bowl LVII (que ganaron los Chiefs). Asistió a los primeros 40 Super Bowls con su esposo, Lamar Hunt, y continuó la tradición con sus hijos después de la muerte de Lamar en 2006.
La conexión de Hunt con el Super Bowl incluye la inspiración para el desarrollo del nombre icónico del juego por parte de su esposo. En 1966, Norma compró tres Super Ball para sus hijos en una juguetería de Dallas. Lamar, que escuchó sobre los Super Balls con regularidad de sus hijos y despreciaba el nombre del AFL-NFL World Championship Game («Juego del Campeonato Mundial AFL-NFL») y propuso con éxito que la liga cambiara el título a «Super Bowl».

## Vida personal
Conoció a Lamar Hunt en 1963 y se casaron en 1964. Tuvieron dos hijos. Su hijo, Clark, es el presidente y director ejecutivo de Kansas City Chiefs. Su nieta, Gracie, ganó el certamen de Miss Kansas USA en 2021 y terminó entre las 16 primeras en Miss USA de ese año.
Hunt también compartió el amor por el fútbol asociación con su esposo. Según los informes, «desempeñó un papel muy importante» en la inversión de su esposo en la North American Soccer League. Los dos comenzaron a amar el fútbol asociación cuando ella lo llevó a un juego de los Shamrock Rovers en Dublín como parte de su beca del Rotary Club en 1962.
Hunt era una apasionada de la vinicultura y fundó Bidwell Creek Vineyard en 2000. Su viñedo lanzó un cabernet sauvignon bajo el nombre de «Perfect Season».
Hunt murió en 2023 a los 85 años.